# Црнац (Босанско Грахово)
Црнац је насељено мјесто у Босни и Херцеговини у општини Босанско Грахово које административно припада Федерацији Босне и Херцеговине. Према попису становништва из 1991. у насељу је живјело 1 становника.

## Становништво
| Националност       | 1991. | 1981. | 1971. | 1961. |
| Срби               | 1     | 2     | 18    | 39    |
| остали и непознато |       |       | 1     |       |
| Укупно             | 1     | 2     | 19    | 39    |

| Демографија | Демографија | Демографија |
| Година      | Становника  | Становника  |
| ----------- | ----------- | ----------- |
| 1961.       | 39          |             |
| 1971.       | 19          |             |
| 1981.       | 2           |             |
| 1991.       | 1           |             |